# Eristparcula
Eristparcula là một chi bướm đêm thuộc phân họ Tortricinae của họ Tortricidae.

## Các loài
- Eristparcula brunniuba Razowski & Becker, 2001
- Eristparcula ochriuba Razowski & Becker, 2001